# Toxopoda ainne
Toxopoda ainne är en tvåvingeart som beskrevs av Vanschuytbroeck 1961. Toxopoda ainne ingår i släktet Toxopoda och familjen svängflugor. Inga underarter finns listade i Catalogue of Life.